# Principio di non aggressione
Il principio (o assioma) di non aggressione  o principio di non coercizione (acronimo PNA o NAP in inglese) è una istanza morale che ritiene intrinsecamente illegittima l'aggressione o la coercizione, definita come la minaccia o l'uso di violenza, contro una persona o l'altrui legittima proprietà, secondo le norme di proprietà stabilite. Esso sostiene la cooperazione pacifica e le interazioni volontarie tra gli individui.

## Storia
Il principio così formulato, svincolato da tradizioni non violente e pacifiste proprie di molte fedi religiose e credo politici (ad esempio quello che si trova nella cosiddetta etica della reciprocità o regola d'oro), è stato propugnato a partire dalla seconda metà del XX secolo dai libertari come Murray Rothbard e Robert Nozick, è considerato alla base della filosofia del libertarismo, del minarchismo, dell'oggettivismo, dell'anarco-capitalismo e dell'agorismo. L'anarchico individualista Benjamin R. Tucker definirà l'aggressione come "invasione dell'individuo", mentre Murray Rothbard definirà "aggressione" l'invasione della proprietà e dell'individuo.
Una formulazione simile (dove però si giustifica lo Stato) al principio di non-aggressione era già presente nel liberalismo classico nel principio del danno di John Stuart Mill, che si ispirò al libertario Josiah Warren.

## Definizione
Viene dunque condannata qualsiasi azione non richiesta che affligge fisicamente la proprietà di un individuo, incluso il corpo della persona, a prescindere dal fatto che il risultato di questa azione sia dannoso, benefico o neutrale per il proprietario, sono considerati violenti quando sono contro la volontà del proprietario e interferiscono con i suoi diritti di autodeterminazione, come si intende nei principi libertari di proprietà privata.
L'interpretazione del principio di non-aggressione può variare per via delle norme di proprietà, simili argomentazioni erano già state esposte dal geoista Henry George, ma gli anarco-capitalisti da loro parte, non sostengono la clausola lockiana, quindi esiste una proprietà assoluta (cioè non-tassabile) sulle risorse naturali che non si sono create (es. petrolio).
I libertari di destra considerano la proprietà e la libertà di contratto tra individui come una estensione del diritto alla proprietà di sé stessi. Quindi, violare o rubare la proprietà di qualcuno per un libertario coincidono con l'aggredire lo stesso individuo; questo viene quindi incluso tra le violazioni del PNA.
I sostenitori del PNA lo usano per definire e rifiutare furto, vandalismo, assalto, stupro e frode, non con le motivazioni morali rintracciabili ad esempio nella teologia delle religioni, ma con istanze economiche comuni al proprietarianism. Contrariamente al pacifismo, il principio di non aggressione non preclude l'uso della violenza al fine di autodifesa o per difendere altre persone.
Molti sostenitori del PNA si oppongono alle leggi per crimini senza vittime, tassazioni e leva militare. Il PNA è alle fondamenta delle scuole nell'area del libertarianism.